# 薩丁尼亞遠征
薩丁尼亞遠征是一場短暫爆發於地中海的戰爭，屬法國大革命戰爭的一部分。是次行動於1793年展開，正值第一次反法同盟戰爭的第一年；這場遠征亦是新成立的法蘭西第一共和國在該年的一系列戰役中，於地中海發動的首次入侵。這次行動的目標為薩丁尼亞島，屬於薩丁尼亞王國；當時薩丁尼亞仍屬中立，但很快就加入了反法同盟。遠征最終徹底失敗；法軍在南岸的卡利亞里和北岸對開的拉马达莱娜發動的攻勢均被化解。
受法國國民公會之命，是次行動由洛朗·特魯格少將率領地中海艦隊執行。法國政府早前因應薩丁尼亞於地中海的重要戰略地位，已發出入侵薩丁尼亞的命令；他們相信這次行動將輕易取勝。但由於法軍在集結入侵艦隊上的延誤，薩丁尼亞人得以利用充裕的時間召集一支陸軍；所以，當法國艦隊兵臨首都卡利亞里時，薩丁尼亞人已準備好予以痛擊。法軍的首度攻勢被風暴所阻，但次輪攻勢則順利在1793年1月22日展開；部隊隨後在2月11日登陸，但隨即在夸圖聖埃萊納的戰鬥中被擊退。
法軍隨後於北方的拉马达莱娜島發動攻勢，但同樣失敗。其中一個原因為科西嘉部隊造成的刻意破壞；值得注意的是，這場破壞行動是後來的法國皇帝拿破崙·波拿巴中尉首次參與的軍事行動。5月25日，西班牙艦隊收復聖彼得羅及聖安蒂奧科等小島，逐出薩丁尼亞島上最後的法國駐軍，戰爭結束。此戰影響深遠；除了帶來島上一系列反抗薩伏依王室的叛亂、並使科西嘉島短暫脫離法國獨立外，這場失敗的遠征亦誘使保皇黨於法國海軍基地土倫港發動叛亂，讓英國皇家海軍幾乎摧毀了整個法國地中海艦隊。